# 西本利久
西本 利久（にしもと りく、女性、1999年3月16日 - ）は、日本の子役、モデルである。
大阪府出身。K's倶楽部所属。松本引越センターCMでデビュー。

## 出演

### テレビドラマ
- 連続テレビ小説 まんてん（2002年、NHK） - 花山そら 役
- 連続テレビ小説 わかば（2004年、NHK） - 藤倉樹里（小学生） 役
- 月曜ドラマシリーズ 恋する京都（2004年、NHK総合） - めぐみ 役
- ドラマ30 デザイナー（2005年、毎日放送） - 亜美（幼少） 役
- 世直し順庵!人情剣 第9話（2005年、テレビ朝日） - きみ 役
- 火曜時代劇 新・桃太郎侍 第3話（2006年、テレビ朝日） - おかち 役
- 白虎隊（2007年、テレビ朝日） - ミネ 役
- 暖流（2007年、毎日放送） - 高田聡志の娘 役
- よろずや平四郎活人剣（2007年、NHK） - りく 役
- 連続テレビ小説 だんだん（2008年 - 2009年、NHK） - 田中節 役
- 万葉ラブストーリー春 第3話「春日影の庭」（2009年5月22日、NHK） - 小川かりん 役
- 鬼平外伝 老盗流転（2014年1月4日、時代劇専門チャンネル）

### CM
- ヒガシマル うどんスープ（2004年）
- ヒガシマル ぶっかけそうめんつゆ
- 小林製薬 無添加熱さまシート（2004年 - 2005年）
- ユニバーサル・スタジオ・ジャパン（USJ）
- 松本引越センター
- 小僧寿し本部
- POOLs（2005年夏）
- カルフール狭山（ラジオCM）
- 加ト吉 冷凍食品
- ヒガシマル まるめんスープ
- 滋賀銀行
- エス・バイ・エル（SxL）

### 映画
- 教育映画 千夏のおくりもの - 主演・千夏 役
- 幸福のスイッチ（2006年、安田真奈監督） - オルゴール少女 役
- 獄（ひとや）に咲く花（2009年、石原興監督）
- 蒼白者 A Pale Woman（2012年、常本琢招監督）

### ラジオ
- FMシアター りっちゃんのこと（2012年1月7日、NHK-FM） - 山下葵 役